# Famille Hiller von Gaertringen
La famille Hiller von Gaertringen est le nom d'une famille noble du Wurtemberg dont les racines se trouvent à Pöttmes près d'Augsbourg.

## Histoire
L'ancêtre de la lignée est Hanns Martin Hiller (né à Pöttmes vers 1540 et mort en 1594 à Burgheim), propriétaire d'un Hofmark et juge à Burgheim, conseiller ducal Palatinat-Neubourg. Son fils, le conseiller ducal wurtembergeois et secrétaire de chambre, Heinrich Hiller, se marie en 1661 Kunigunde, née Moser von Filseck (de) et est anobli le 22 janvier 1628 avec augmentation des armoiries. Installée depuis 1634 à Gärtringen près de Stuttgart depuis 1634, la famille est élevée au rang de barons Hiller von Gaertringen le 10 février 1703 avec une nouvelle augmentation des armoiries de Johann von Hiller, conseiller et ambassadeur du duc de Wurtemberg à Ratisbonne .
Depuis le milieu du XVIIIe siècle, la famille s'étend à la Prusse et est d'abord établie en Poméranie, puis en Prusse-Orientale et en Posnanie. Elle s'y est fait connaître par plusieurs généraux et officiers de renom, mais aussi par des archéologues, des historiens et des historiens de l'art. Avec le château de Reppersdorf (de), une propriété a pu être gérée à l'Est jusqu'en 1945. Le château de Gärtringen (de) reste propriété de la famille jusqu'au XXe siècle. Aujourd'hui, la famille exploite une entreprise forestière sur place.

## Blason

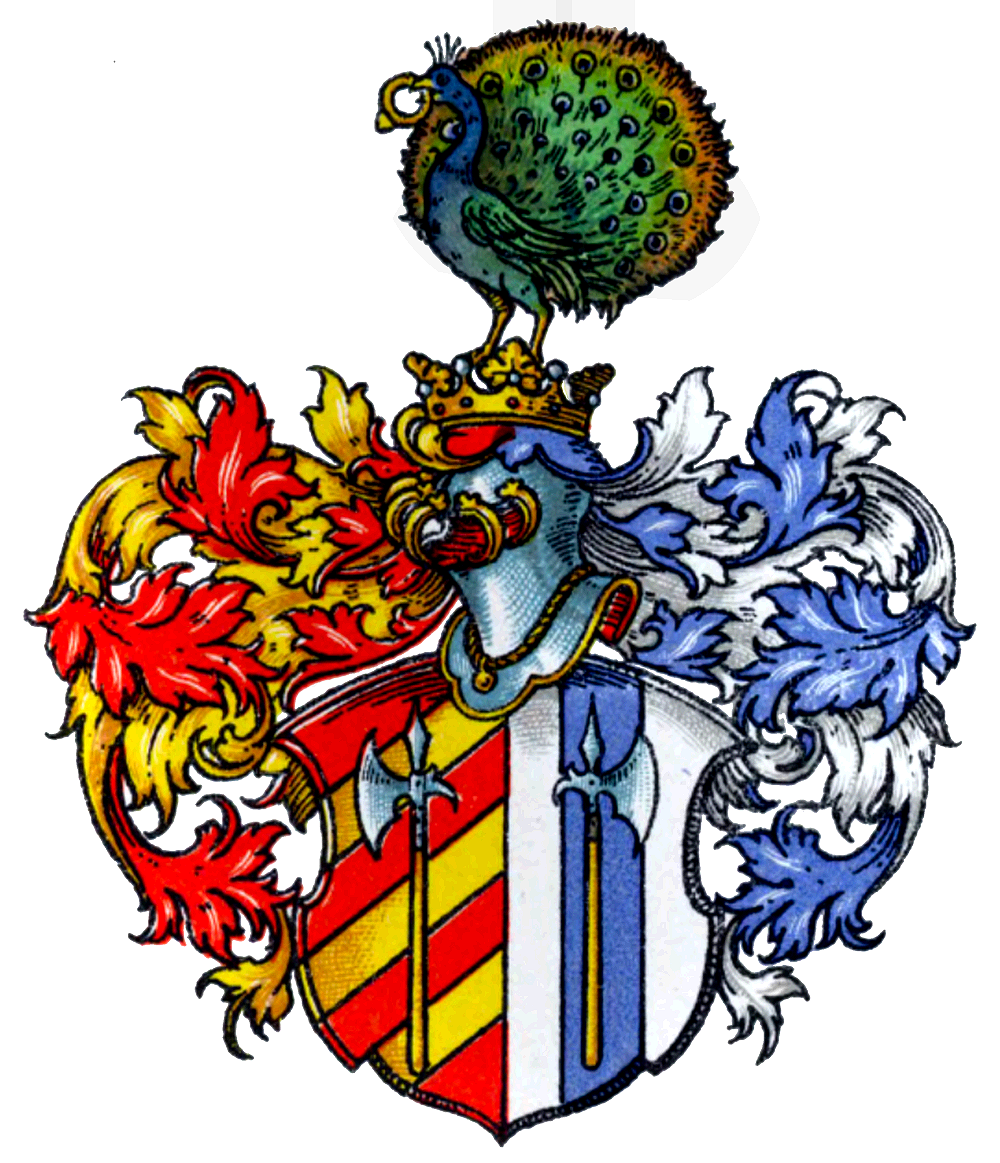
Armoiries de la famille Hiller von Gaertringen

Le blason de 1628 est partagé entre le rouge et l'argent, à droite est couvert de trois fasces (de) gauches obliques d'or sur une hallebarde (de) d'argent dirigée vers le haut avec une poignée à pointe d'or, à gauche un pal bleu recouvert de la même hallebarde. Sur le casque avec des lambrequins rouges et or à droite et des lambrequins bleus et argentés à gauche, un paon naturellement fier avec une bague en or (avec une gemme pointue) dans son bec.

## Personnalités
- August Hiller von Gaertringen (1772-1856), général d'infanterie prussien
- Ferdinand Hiller von Gaertringen (1772-1854), bailli wurtembergeois[3].
- Ferdinand August Hiller von Gaertringen (1840-1887), seigneur majorat de Gärtringen
- Friedrich Hiller von Gaertringen (1864-1947), épigraphiste et archéologue allemand
- Friedrich Hiller von Gaertringen (1923-1999), historien allemand
- Johann Hiller von Gaertringen (de) (1658-1715), diplomate allemand au service du duché de Wurtemberg
- Johann Hiller von Gaertringen (1687-1756), envoyé de la Diète de Nassau, Oberamtmann de Merklingen
- Johann Eberhard Rudolf Hiller von Gaertringen (de) (1735-1799), major général prussien
- Rudolf Hiller von Gaertringen (de) (1801-1866), propriétaire foncier et député du parlement prussien, commandant de l'ordre de Saint-Jean de Jérusalem
- Rudolf Hiller von Gaertringen (de) (né en 1961), historien de l'art allemand
- Rudolph Hiller von Gaertringen (de) (1771-1831), major général prussien
- Wilhelm Hiller von Gaertringen (1809-1866), lieutenant-général prussien